# Willie de Wiarton
Willie de Wiarton (en anglais : Wiarton Willie) est le nom donné à une marmotte albino canadienne qui vit dans la communauté de Wiarton, dans le comté de Bruce, en Ontario. Lors du Wiarton Willie Festival qui se tient chaque 2 février, le jour de la marmotte, il est réveillé par ses gardiens pour prédire la venue du printemps. Bien que l'animal original soit décédé en 1999, les célébrations se sont poursuivies chaque année avec ses successeurs qui reprennent son nom.
Le festival annuel est similaire aux événements organisés dans d'autres endroits en Amérique du Nord. C'est une célébration majeure, avec danses, défilé, petits-déjeuners aux crêpes, tournois de hockey sur glace, de curling, de fléchettes et de snooker, des promenades en traîneau, etc.. Environ 10 000 personnes y assistent et a été qualifié de « l'un des événements les plus populaires en Ontario ».

## Histoire
L'origine du festival remonte à 1956. Un habitant de Wiarton, nommé Mac McKenzie, souhaitait égailler le long hiver et a donc envoyé des invitations à ses amis et connaissances pour un rassemblement le « Jour de la marmotte ». L'une de ces invitations est tombée entre les mains d'un journaliste du Toronto Star qui s'est rendu à Wiarton à la recherche de l'événement. Aucun des habitants de la ville n'était au courant de l'existence d'un festival, mais l'un d'entre eux lui a suggéré de se rendre au bar de l'hôtel Arlington où McKenzie se rendait souvent. Là, le journaliste a trouvé McKenzie et ses amis en train de faire la fête qui l'ont invité à les rejoindre,.
Le lendemain, le journaliste qui cherchait une histoire pour justifier les dépenses du voyage à son employeur en a parlé à McKenzie. Le groupe est sorti dans la neige et a creusé un petit trou. Ils ont cherché quelque chose qui ressemblait à une marmotte, puis ont attrapé le chapeau, creusé un terrier dans la neige, jeté de fourrure blanche d'une dame dans le trou et ont pris une photo. McKenzie aurait fait alors un prédiction pour l'arrivée du printemps. La photo de Mac et du chapeau a été publiée dans l'édition du 3 février 1956 du Toronto Star.
La nouvelle s'est répandue et un an plus tard, une cinquantaine de personnes sont arrivées au « festival » qui n'existait pas, dont la moitié étaient des journalistes de divers médias. Saisissant l'occasion, McKenzie a inventé son festival. Au début, le pronostic était fourni par le trio « mythique » des marmottes Grundoon, Muldoon et Sand Dune. Willie n'est apparu sur scène que durant les années 1980.

### Lignée de Willie
Le premier Willie, un albino, a vécu jusqu'à l'âge avancé de 22 ans et a été retrouvé mort seulement deux jours avant sa prestation prévue de 1999. Les organisateurs n'ont pas pu trouver de remplaçant et ont dû opter se résigner à présenter une marmotte empaillée dans un cercueil vêtue d'un smoking, avec des pièces de monnaie sur les yeux et une carotte entre les pattes. Le vrai Willie était en fait trop décomposé et les organisateurs ont dû l'admettre plus tard à la presse. Dans les locaux où Willie est gardé vivent depuis ce temps des doublures, surnommées « Wee Willie », pour lui succéder depuis cet incident. Un des successeurs est décédé en 2006 et un autre en 2017.
Willie IV est décédé en 2020 et les festivités se sont déroulées sans marmotte en février suivant. Willie V a été présenté lors de la célébration du Jour de la Marmotte de 2022 et c'est la première marmotte brune à occuper ce poste,.